# Fahad Al-Ahmed Al-Jaber Al-Sabah
O Sheik Fahad Al-Ahmad Al-Jaber Al-Sabah (em árabe: الشيخ فهد الأحمد الجابر الصباح Fahd al-Ahmad al-Jābir as-Sabāh, Cidade do Kuwait, 10 de agosto de 1945 – Cidade do Kuwait, 2 de agosto de 1990), também conhecido como Fahad Al-Sabah, foi um membro da Família Real do Kuwait que também atuou como militar e dirigente esportivo, tendo sido o primeiro presidente da Federação Asiática de Handebol e do Conselho Olímpico da Ásia.

## Início de vida e educação
Fahad Al-Sabah era filho de Ahmad Al-Jaber Al-Sabah, que foi emir do Kuwait entre 1925 e 1950, sendo educado em escolas secundária e primária.

## Carreira
Ingressou nas Forças Armadas em abril de 1963, como Aspirante, realizando um treinamento militar no Reino Unido em junho do ano seguinte. Foi promovido a Segundo-tenente em julho de 1965, a Primeiro-tenente em março de 1967 e a Capitão em junho de 1970. 
Era membro do grupo Fatah quando estava na Jordânia e, em seguida, se mudou para o Líbano. Lutou na Guerra dos Seis Dias quando estava no Batalhão Yarmouk e como comandante interino do 2º Batalhão de Comando (na frente egípcia). Em 1971, foi preso e deportado de volta para o Kuwait.
Como dirigente esportivo, foi o primeiro presidente da Federação Asiática de Handebol, assumindo o cargo em agosto de 1974. Também presidiu o Qadsia SC por uma década (1969 a 1979) e a Federação de Basquete do Kuwait entre 1974 e 1978.
Seria como presidente do Conselho Olímpico da Ásia que Fahad ganhou notoriedade na Copa de 1982, quando as seleções da França e do Kuwait se enfrentaram, ainda na primeira fase. Aos 32 minutos do primeiro tempo, depois que Alain Giresse fez o quarto gol francês, o Sheik (que estava sentado nas tribunas do Estádio José Zorrilla) fez gestos para o time kuwaitiano pedindo que os jogadores deixassem o gramado e, em seguida, vai até o árbitro soviético Myroslav Stupar e pede para ele anular o gol, alegando impedimento. Enquanto Fahad voltava ao seu lugar nas tribunas, Stupar anula o gol e ocorre uma briga entre os jogadores, que seria controlada alguns segundos depois. O gesto não foi suficiente para impedir a vitória francesa por 4 a 1. O árbitro foi suspenso pela FIFA e multou Fahad em 8 mil libras.
Em 1988, o Sheik convidou Michel Platini a jogar um amistoso do Kuwait contra a União Soviética, como forma de desculpas pelo comportamento antidesportivo em 1982. O meia, que já havia se aposentado do futebol profissional um ano antes, jogou 21 minutos.

## Morte
Em 2 de agosto de 1990, o Iraque invadiu o Kuwait e fazendo com que Jaber Al-Ahmad Al-Sabah, irmão de Fahad, deixasse o país, dando início à Guerra do Golfo. O Sheik tentava defender o Palácio de Dasman (residência oficial do emir) quando foi atingido e morreu na hora, aos 44 anos. Seu corpo foi transportado em um tanque e exposto nas ruas da capital kuwaitiana, sendo sepultado com o nome Abdullah Al-Masri como forma de evitar a localização de seus restos mortais.

## Vida pessoal
Foi casado com Yusef Al-Sabah e era pai de 6 filhos; um deles, Ahmad Al-Fahad Al-Ahmed Al-Sabah, também foi presidente do Conselho Olímpico da Ásia e membro do Comité Olímpico Internacional.

## Títulos, honras e prêmios
- No Kuwait:
  - Medalha do Serviço Militar (Bronze)
  - Medalha de Serviço Militar (Primeira Classe)
- Fora do Kuwait:
  - Ordem da Coragem Militar do Egito
  - Ordem da República da Tunísia
  - Ordem da República Árabe do Iémen (primeira classe)
- Doutor Honoris Causa na Universidade de Helwan, no Egito
- Medalha de Ouro Olímpica da Secretaria-Geral do Conselho de Cooperação para os Estados Árabes do Golfo
- Decoração de Apreciação em nome da UNESCO
- Doutor Honoris Causa em Direito na Universidade de Seul, na Coreia do Sul
- Cidadão Honorário do Japão